# Біргітта Олссон
Біргітта Олссон (швед. Birgitta Ohlsson; нар. 20 липня 1975, Лінчепінг, Естерйотланд, Швеція) — шведська політична діячка, журналістка, блогерка, феміністка. Міністр Швеції у справах Європейського союзу з 2 лютого 2010 до 3 жовтня 2014

## Життєпис
1994–1997 — навчалася політології у Стокгольмському університеті, спеціальність — міжнародні відносини та дослідження ООН.
Одружена з Марком Кламбергом, доктором філософії і викладачем міжнародного права в Стокгольмському університеті. Пара має дочку Стеллу.

## Кар'єра
1996–1998 — голова Асоціації ліберальних студентів в Стокгольмі.
1997–1999 — працювала редакційною письменницею в декількох ліберальних газетах у Швеції.
1999–2002 — очільниця Молодих лібералів Швеції — молодіжного крила Ліберальної народної партії Швеції.
З 2001 — входить у правління Шведського міжнародного ліберального центру.
2002 — обрана до Риксдагу, де працює в парламентському Комітеті з ринку праці і в Комітеті у закордонних справах.
2002–2005 — голова Шведської республіканської асоціації.
2003–2005 — заступниця голови Шведсько-ізраїльської асоціації дружби в Стокгольмі.
З 2007 — членкиня Національної ради Ліберальної народної партії.
2007–2010 — голова Федерації ліберальних жінок.